# Парі Нижній Новгород
Не варто плутати з клубом «Нижній Новгород», що існував у 2007—2012 роках.
«Парі Нижній Новгород»  (рос. «Ни́жний Но́вгород») — російський футбольний клуб з Нижнього Новгорода, заснований 1 червня 2015 року. До 28 червня 2018 року клуб носив назву «Олімпієць», до 10 червня 2022 року — «Нижній Новгород».

## Назви
- 2015—2016 — «Волга-Олімпієць»
- 2016, 2018 — «Олімпієць»
- 2018—2022 — «Нижній Новгород»[1]
- з 10 червня 2022 — «Парі Нижній Новгород»[2]

## Історія

### 2012—2015
Раніше існувала команда «Олімпієць» (з різними варіаціями назви), яка брала участь у змаганнях Аматорської футбольної ліги, як фарм-клуб «Волги»:
- у сезоні 2012 виступала в об'єднанні з ФК «Нижній Новгород» (2007) (трохи раніше позбавленого професійного статусу) під назвою «Нижній Новгород-Олімпієць-ДЮСШ»;

- у сезоні 2013 як «Волга-Олімпієць»;

- у сезоні 2014 — в об'єднанні з пешеланським «Шахтарем» відома як «Шахтар-Волга-Олімпієць»;

- у сезоні 2015 — під назвою «Олімпієць-ДЮСШ», з 8 червня стала називатися «Нижній Новгород-Олімпієць-ДЮСШ», до кінця року остаточно увійшовши в структуру футбольного клубу «Нижній Новгород» (2007)[3].

### З 2015
1 червня 2015 року з'явився футбольний клуб «Регіональний центр підготовки футболістів „Волга-Олімпієць“». Основною метою клубу став розвиток нижньогородського футболу шляхом відбору місцевих вихованців. У найкращих був шанс продовжити виступи за головну команду області — «Волгу». Перша гра була проведена 20 липня в Дзержинську на стадіоні «Хімік» проти місцевого «Хіміка», зустріч закінчилася внічию 1:1, перший гол в історії «Олімпійця» забив Михайло Сорочкін. У першому сезоні 2015/16 «Волга-Олімпієць» ставила завдання завоювати путівку в ФНЛ. 13 травня 2016 року клуб зазнав найбільшої поразки за свою історію: 0:4 в гостях проти новотроїцької «Ности». 15 червня «Волга» оголосила про розформування. Слідом за цим, «Волга-Олімпієць» виключила зі своєї назви слово «Волга». Міністр спорту Нижньогородської області Сергій Панов заявив, що ФК «Олімпієць» буде наступником «Волги».
«Олімпієць» приймав суперників на Центральному стадіоні «Локомотив». На даний момент приймає суперників на новозбудованому стадіоні «Нижній Новгород».
«Олімпієць» здобув найбільшу перемогу у своїй історії, розгромивши вдома «Динамо» Кіров з рахунком 7:0. 30 травня 2017 року, у свій п'ятдесятий матч, за тур до кінця сезону, клуб оформив путівку в Футбольну Національну лігу, другий за рівнем дивізіон країни, здобувши перемогу над «Ностою» і зайнявши перше місце в зоні «Урал-Приволжжя».
Сезон 2017/18 клуб розпочав з двох нічий: 2:2 з курським «Авангардом», який теж у минулому сезоні виступав у ПФЛ і 0:0 з «Крилами Рад», які в минулому сезоні виступали в Прем'єр-лізі.
У серпні 2017 року в клубі з'явився перший легіонер — українець Дмитро Щербак. 21 вересня клуб пройшов в 1/8 фіналу Кубка Росії, обігравши клуб прем'єр-ліги «Уфа» в серії пенальті. Голкіпер «Олімпійця» Артур Анісімов відбив пенальті, а також виконав переможний удар в стилі «Паненки». 19 жовтня було оголошено, що «Олімпієць» зіграє свій перший матч на новому стадіоні «Нижній Новгород» 15 квітня 2018 року. Перший матч на стадіоні був програний «Зеніту-2» з рахунком 0:1, єдиний м'яч забив на 59 хвилині Андрій Панюков, але в другому матчі на цьому ж стадіоні нижньогородці здобули перемогу над клубом «Ротор-Волгоград» з рахунком 1:0, єдиний гол забив Юрій Морозов на 90+2 хвилині.

## Досягнення
Професійна футбольна ліга (зона «Урал-Приволжжя»)
- місце: 2016/17
- місце: 2015/16

## Статистика

### Найбільші перемоги
- «Олімпієць» — «Динамо» (Кіров) — 7:0 (3.09.2016)

### Найбільші поразки
- «Носта» — «Волга-Олімпієць» — 4:0 (13.05.2016)
- «Шинник» — «Олімпієць» — 4:0 (25.10.2017)

## Склад команди
Станом на 6 липня 2024
| №  | Поз. | Нац.     | Гравець               |
| -- | ---- | -------- | --------------------- |
| 1  | ВР   | Росія    | Вадим Лук'янов        |
| 2  | ЗХ   | Росія    | Віктор Александров    |
| 4  | ПЗ   | Росія    | Ілля Жигульов         |
| 5  | ПЗ   | Росія    | Костянтин Марадішвілі |
| 6  | ЗХ   | Росія    | Данило Ведерников     |
| 8  | ПЗ   | Малі     | Мамаду Майга          |
| 9  | НП   | Уругвай  | Тіаго Весіно          |
| 10 | ПЗ   | Росія    | Олександр Трошечкін   |
| 11 | ЗХ   | Болгарія | Матео Стаматов        |
| 15 | ЗХ   | Росія    | Олександр Ектов       |
| 19 | ПЗ   | Росія    | Микита Єрмаков        |
| 20 | НП   | Уругвай  | Хуан Боселлі          |
| 21 | НП   | Росія    | Дмитро Калайда        |
| 22 | ЗХ   | Росія    | Микита Каккоєв        |

| №  | Поз. | Нац.   | Гравець                                       |
| -- | ---- | ------ | --------------------------------------------- |
| 23 | НП   | Грузія | Ніколоз Кутателадзе                           |
| 24 | ЗХ   | Росія  | Кирило Гоцук                                  |
| 26 | ЗХ   | Росія  | Дмитро Тихий                                  |
| 27 | ЗХ   | Росія  | Дмитро Живоглядов                             |
| 30 | ВР   | Росія  | Микита Медведєв                               |
| 70 | ЗХ   | Росія  | Максим Шнапцев                                |
| 77 | ПЗ   | Росія  | Владислав Карапузов (в оренді з «Динамо» (М)) |
| 78 | ПЗ   | Росія  | Микола Калінський                             |
| 80 | ПЗ   | Росія  | Валерій Царукян                               |
| 81 | ВР   | Росія  | Іван Кукушкін                                 |
| 87 | ЗХ   | Росія  | Кирило Боженов                                |
| 88 | ЗХ   | Росія  | Кирило Глущенков                              |
| 99 | НП   | Сербія | Огнєн Ожегович                                |

## Головні тренери
- Валерій Богданець[23] (2015)
- Костянтин Галкін[24] (2016—2017)
- Микола Писарєв[25] (2017—2018)
- Дмитро Черишев (2018—2019)
- Роберт Євдокимов (2019—2021)
- Антон Хазов (в.о.) (2021)
- Олександр Кержаков (2021—2022)
- Михайло Галактіонов (2022—2023)
- Сергій Юран (2023—2024)
- Саша Ілич (з 2024)